# Régiment royal de la Reine

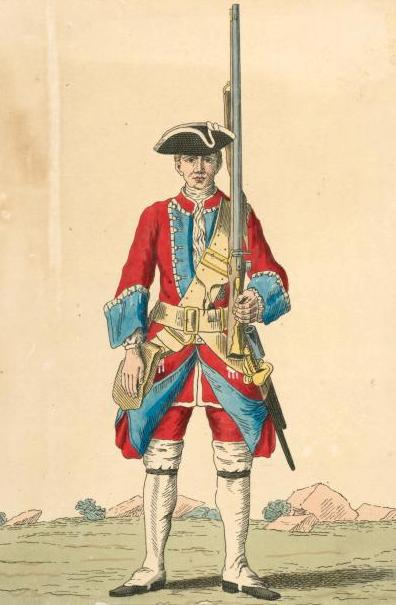
Soldat du régiment royal de la Reine en 1742

Le régiment royal de la Reine (en anglais Queen's Royal Regiment (West Surrey)) est un régiment d'infanterie de la British Army (armée de terre britannique). Il participa à de nombreuses guerres et batailles depuis sa création en 1661.

## Guerres
- Guerres napoléoniennes (1792-1802)
- Première guerre anglo-afghane (1839-1842)
- Seconde guerre de l'opium (1856-1860)
- Première Guerre mondiale (Front de l'Ouest, 1914-1918)
- Grande Révolte arabe de 1936-1939 en Palestine mandataire
- Seconde Guerre mondiale (1939-1945, campagne de Birmanie et bataille de Normandie)